# Hypohippus
Hypohippus es un género extinto de mamífero perisodáctilo anquiterino.
El Hypohippus vivió hace más de 11 a 17 millones de años después de que aparecieran los primeros équidos. Era un ramoneador de cuello largo y cruz alta con dentición sub-hipsodonta y lofodonta (similar a los rinocerontes), que se alimentaría de vegetación dura del sotobosque o matorrales. Sus profundas fosas preorbitales y retracción del hueso nasal sugieren la presencia de un labio superior largo, musculoso y prensil que ayudaría durante el ramoneo selectivo. En general su ecología sería más comparable a la del okapi moderno que a la de los caballos de pasto.
Tenía el tamaño de un poni, y se han hallado fósiles en Nebraska, Colorado,  Montana.

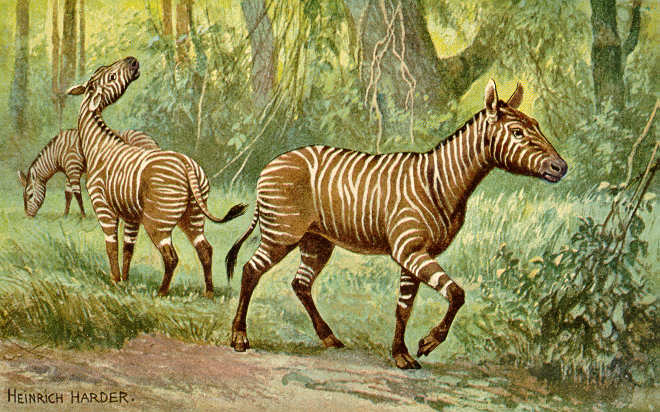
Restauración del siglo 20 por Heinrich Harder.
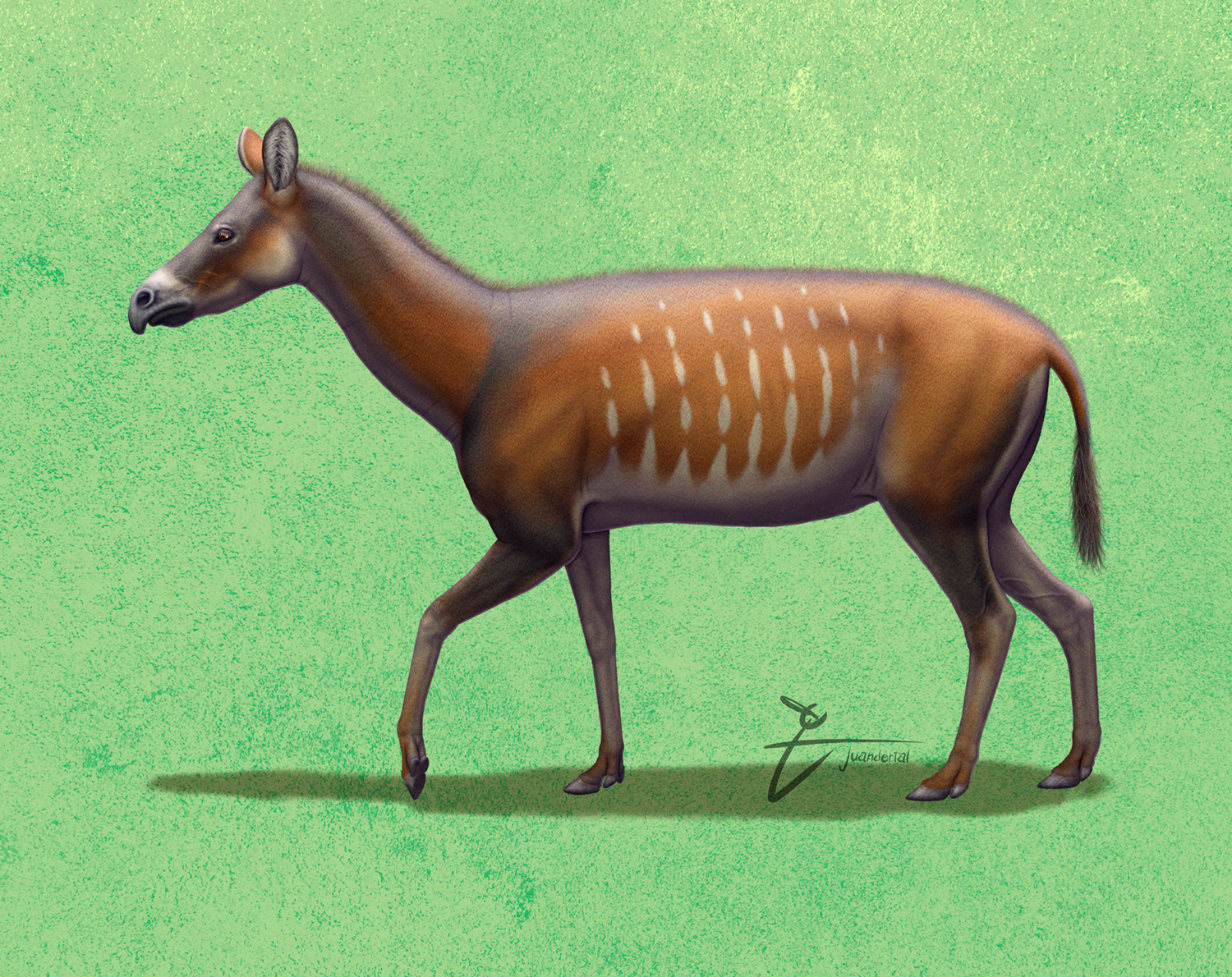
Restauración en vida mostrando un labio superior prominente y prensil.